# Limnophila laetithorax
Limnophila laetithorax är en tvåvingeart som beskrevs av Alexander 1933. Limnophila laetithorax ingår i släktet Limnophila och familjen småharkrankar. Inga underarter finns listade i Catalogue of Life.